# Неру, Мотилал
Мотила́л Не́ру (хинди मोतीलाल नेहरू; 6 мая 1861, Агра — 6 февраля 1931, Лакхнау) — индийский адвокат и политический деятель, один из лидеров индийского национального движения в 1920-х годах. Президент Индийского национального конгресса в 1919—1920 и 1928—1929 годах. Является основателем политической династии Неру — Ганди и отцом Джавахарлала Неру, первого премьер-министра Индии.

## Происхождение и ранние годы
Семья Неру принадлежала к этнорелигиозной группе кашмирских пандитов. Отец Мотилала, Гангадхар Неру был последним котвалом (начальником городской стражи) Дели. Во время восстания 1857 года он бежал из Дели в Агру, где вскоре скончался. Семью возглавили старшие братья Мотилала — Бансидхар и Нандалал. Мотилал рос в княжестве Джайпур, где Нандалал Неру занимал должность главного министра. Позднее семья переехала в Аллахабад, где Мотилал Неру окончил колледж. Он продолжил образование и смог получить степень в Кембридже. По возвращении на родину в 1883 году он стал преуспевающим адвокатом.

## Начало политической деятельности
Мотилал Неру начал принимать участие в деятельности Индийского Национального Конгресса с 1888 года. В 1890-е-1900-е гг. М. Неру принадлежал к умеренному крылу ИНК и выступал за ограниченное самоуправление в рамках Британской Империи. Однако в 1910-е годы его взгляды заметно радикализируются. Мотилал Неру попадает под влияние идеологии Ганди. Семья Неру, которая ранее вела исключительно европейский образ жизни отказывается от английской одежды в пользу индийского домотканого платья. Мотилал Неру был одним из лидеров сатьяграхи 1919 года. На сессии ИНК в Амритсаре в том же году он был избран президентом партии. Мотилал Неру принимает участие в организации первого Всеиндийского Конгресса Профсоюзов, пытается организовать крестьянское движение. Его дом в Аллахабаде, которому он дал название «Ананд Бхаван» (Обитель радости), вскоре превратился в штаб-квартиру национально-освободительной борьбы всей страны.

## Партия свараджистов
В декабре 1921 года, перед очередной сессией ИНК, британские власти арестовали Мотилала Неру и его сына Джавахарлала, Лала Ладжпат Рая, Читтаранджана Даса и других конгрессистских лидеров. Находясь в тюрьме Мотилал Неру узнал о прекращении Ганди компании гражданского неповиновения после инцидента в деревне Чаури-Чаура и подверг его резкой критике. Разногласия между М. Неру и Ганди касались также участия Конгресса в законодательных советах, контролируемых британской администрацией. На сессии ИНК в 1922 году М. Неру и Ч. Дас предложили конгрессистам принять участие в выборах в провинциальные законодательные советы. Остальные находившиеся на свободе лидеры ИНК (Ч. Раджагопалчария, В. Патель, Р. Прасад) отвергли эту идею. Тогда Неру и Ч. Дас со своими сторонниками образовали «партию свараджа» (самоуправления). Они выступили на выборах достаточно удачно и получили почти половину мест в Центральном законодательном совете и абсолютное большинство голосов в Центральных провинциях и в Бенгалии. Вышедший вскоре из тюрьмы Ганди не одобрял политики свараджистов, но и не препятствовал участию конгрессистов в работе законодательных советов. Свараджисты и независимые депутаты проводили политику бойкота британской администрации, отклоняя большинство исходивших от неё законопроектов. К 1925 году «гандистский» ИНК практически перешёл на позиции свараджистов и произошло полное слияние двух фракций.

## Последние годы жизни
В 1927 году вместе с сыном Джавахарлалом посетил СССР. Мотилал обращал внимание на необходимость использования советского опыта в развитии экономики и культуры Индии после её освобождения. В 1928 году Мотилал Неру во второй раз был избран президентом ИНК. В том же году конгрессистская комиссия под его руководством опубликовала проект будущего устройства Индии в виде конституции, в противовес докладу бойкотируемой ИНК комиссии Саймона. Проект Неру был раскритикован Мусульманской лигой и прочими общинными партиями так как в нём не предполагалось выделение мест для религиозных меньшинств. Проект предполагал предоставление Индии статуса доминиона, по примеру Австралии, Новой Зеландии и Канады.
С 1929 года из-за тяжёлой болезни Мотилал Неру практически отошёл от политической деятельности. Мотилал Неру скончался 6 февраля 1931 года в Лакхнау.

## Семья и дети
Мотилал Неру взял себе в жёны Сварупрани, из касты кашмирских брахманов. У них родилось трое детей — один сын и две дочери:
- Джавахарлал Неру (1889—1964) — первый премьер-министр Индии после объявления независимости
- Виджая Лакшми Пандит (1900—1990) — дипломат, председатель Генеральной Ассамблеи ООН, первый посол Индии в СССР
- Кришна Неру Хутисинг (1907—1967) — индийская писательница